# A magyar növénynevek helyesírása
A magyar növénynevek helyesírása túlnyomórészt nem az általános (azaz köznyelvi), hanem az úgynevezett szakmai (szaknyelvi) helyesíráshoz tartozik: a botanikai szaknyelv írásbeli változatában megjelenő, a növények magyar nevére vonatkozó sajátos helyesírási jellegzetességek összességét jelenti. (A növények tudományos nevére vonatkozó szabályokat nemzetközi szabályzatok foglalják össze.)
Évtizedekig bizonytalan és következetlen volt a magyar növénynevek helyesírása. Priszter Szaniszló botanikus azonban összeállított egy helyesírási szabályzattervezetet, amit 1982-ben az MTA Botanikai Bizottsága megvitatott, módosított, majd végül a szabályzat szövegét az MTA Helyesírási Bizottsága hagyta jóvá 1983-ban. Főleg Fábián Pál és Hőnyi Ede, a helyesírási bizottság két tagja segített sokat a szabályok szövegének megalkotásában. A szabályzatot 1985-ben adta ki az MTA Helyesírási Bizottsága A magyar növénynevek helyesírási szabályai címen önálló kiadványként. Ez már a növénynevek helyesírásának alapelveit összegző szabályzatnak tekinthető, ami a szaknyelvi és az akkor érvényes köznyelvi helyesírásnak (az akadémiai helyesírás 11. kiadásának) az összhangját biztosítva készült el, és a növények, illetve a növénytársulások magyar neveire vonatkozik. Ennek a szabályzatnak példaanyagában részben átdolgozott szövege jelent meg legutóbb Priszter Szaniszló Növényneveink: A magyar és a tudományos növénynevek szótára című könyvében. Vörös Éva szerint a szabályzat még pontosítást és kiegészítést kíván elsősorban a népi növénynevek írását illetően.
Habár a magyar növénynevek helyesírási szabályzata az akadémiai helyesírás korábbi, 11. kiadásával összhangban készült el, azonban a jelenlegi, 12. kiadás mellett is használható, mivel egyrészt az akadémiai helyesírás két kiadása közötti változások nem voltak olyan jelentősek, másrészt a magyar növénynevek helyesírási szabályzata az általános helyesírási szabályokra csak kevéssé tér ki. Az akadémiai helyesírás 12. kiadása ezzel kapcsolatban azt írja, hogy „A növény- és állatnevek írásakor a szakmai helyesírás szabályai érvényesülnek.”, a Priszter Szaniszló tevékenységéhez is kapcsolódó A magyar növénynevek helyesírási szabályai című szabályzata, illetve 1999-es kiadása azt képviseli. Az Osiris Helyesírás (OH.) is a szaknyelvi helyesírási szabályzatok, szótárak között forrásként sorolja fel Priszter Szaniszló Növényneveink: A magyar és a tudományos növénynevek szótára című könyvét.

## A magyar növénynevek írásának sajátos szabályai
A botanika szaknyelve a magyar növényneveket is érintő, sajátos nevezéktannal rendelkezik, így a magyar növénynevek helyesírásában nem csak a köznyelvi szabályok, hanem a botanikai nevezéktan (pl. a kettős nevezéktan) szabályai is érvényesülnek, ez pedig biológiai rendszertani (taxonómiai) ismereteket is igényel. Ennek az az oka, hogy a magyar növénynevek kialakulására erős hatást gyakorolt Linné 1753-ban megjelent munkája (Species Plantarum), amelyben a növényfajok rendszerezéséhez kétszavas nevezéktant használt, ezt pedig a mai napig alkalmazza a biológia, s így a botanika is. A kettős nevezéktanban tehát a fajok tudományos neve − így a növényfajoké is − két részből áll: az első a genusnév (növényeknél nemzetségnév, állatoknál nemi név), a második a speciesnév (faji név). A növényfajok magyar nevének többsége is követi ezt a kettős elnevezést, de fordított helyzetben: elöl található a faji névre utaló jelző, hátul pedig a nemzetségnév.
A magyar növénynevek helyesírási szabályzata tehát alapvetően a növényrendszertan kategóriái (a taxonok) szerint taglalja és példákkal szemlélteti a helyesírási szabályokat: azaz külön szakaszban a nemzetségnevekre, a fajnevekre, a nemzetség feletti taxonok (pl. család, rend) neveire, a fajon belüli taxonok (pl. alfaj, változat) neveire, a növényi hibridek és növényfajták neveire vonatkozókat. A szabályzat tartalmaz a növénytársulások magyar neveire vonatkozó helyesírási szabályokat is.
A magyar növénynemzetségnevek egy szót alkotnak akkor is, ha összetettek, legfeljebb kötőjeles tagolás vagy kötőjeles kapcsolás fordulhat elő bennük. Mindig egyesszámúak. A tudományos növénynévben a genusnévnek felelnek meg, de azzal ellentétben általában kis kezdőbetűsek.
A magyar növényfajnevek kisebb része ún. faji jelző nélküli fajnév; ezek megegyeznek azzal a magyar növénynemzetségnévvel, amelybe rendszertanilag tartoznak (nemzetségnév értékű fajnevek), vagyis helyesírásuk megegyezik a magyar növénynemzetségnevekével. A magyar növényfajnevek többsége ún. faji jelzős fajnév; ezek – a kétszavas nevezéktant követve – hátul egy magyar nemzetségnévből és egy előtte álló, magyar faji nevet képviselő minőségjelzőből állnak. Ezek helyesírása − különírás, egybeírás vagy kötőjeles kapcsolás − függ a faji jelző szófajától (melléknév, melléknévi igenév, főnév − ezen belül köznév vagy tulajdonnév −), a növényfaj rendszertani helyétől, attól, hogy élősködő-e a növényfaj vagy sem, hogy népi növénynév-e a növényfajnév vagy sem, illetve néhány más és kivételes esettől. Érdemes kiemelni, hogy a kétszavas nevezéktant követve a különírt magyar növényfajnevekben a faji jelző is csak egyetlen (egybeírt vagy kötőjellel kapcsolt) szó lehet, azaz például a nehézszagú boróka faji jelzőjét (nehézszagú) annak ellenére kell egybeírni, hogy a köznyelvi helyesírás szerint különírandó volna.
A nemzetség feletti növénytaxonok (pl. család, rend, osztály, törzs) magyar neve mindig többes számú főnév, amit kis kezdőbetűvel, s néhány esetet kivéve egybe kell írni. Míg a magyar növénycsalád- és növényalcsaládneveket, melyek – néhány kivételtől eltekintve – a -félék képzőszerű utótagra végződnek, szótagszámtól függetlenül egybe kell írni, addig a − szintén néhány kivételtől eltekintve − -virágúak utótagra végződő magyar növényrendneveket és az -alakúak utótagra végződő növényi kategórianeveket 6 szótagszám felett kötőjelesen kell tagolni.
A fajon belüli növénytaxonok (pl. a vadon termő növényfajokon belüli alfajok, változatok; a termesztett növényfajokon belüli fajtakörök, változatcsoportok, fajtacsoportok idetartoznak, azonban a növényfajták helyesírása másként alakul!) ritkán rendelkeznek magyar névvel. Ezen taxonok tudományos neve kettőnél több szót tartalmaz: például a Lathyrus pannonicus = magyar lednek alfaja a Lathyrus pannonicus subsp. collinus = koloncos magyar lednek, azaz a háromszavas tudományos névvel rendelkező taxonnak lehet háromszavas magyar neve. Azonban a háromszavas magyar növényneveknek többnyire létezik úgynevezett egyszerűsített, vagyis kétszavas, könnyebben használható névformája is – az említett taxon esetében ez a koloncos lednek –, ami ezen taxon esetében azért lehet így, mert korábban nem alfajnak, hanem önálló fajnak tekintették, s akkor kapta kétszavas magyar nevét. Szükség esetén körülírás is alkalmazható a háromszavas magyar növénynevek használatának „kiváltására”, például: Linum hirsutum subsp. glabrescens = homoki borzas len = homoki len = a borzas len kopasz levelű alfaja. Akár három-, akár kétszavas magyar növénynevet használunk a fajon belüli taxonok esetén, helyesírásukkor a növényfajneveknél említett szabályok érvényesek.
A növényhibridek közül a természetes és a mesterséges növényi fajhibridek, továbbá a notomorfák általában nem rendelkeznek magyar nevekkel; amelyek igen, azok nevében különírt minőségjelző használatos (a növényfajneveknél leírt szabályokat követve). A természetes és mesterséges nemzetséghibridek magyar neve legtöbb esetben a két szülő magyar nemzetségnevének egybeírásából származik (pl. aranyeső + zanót = aranyesőzanót, mahónia + borbolya = mahóniaborbolya).
A növényfajták (cultivarok) többségének a neve a márkanevekhez hasonló: általában fantázianevek (ritkábban betűszavak), melyek egy-, két- vagy háromszavasak, tartalmazhatnak számjegyeket, rövidítéseket, de alkothatják őket csak betűjelek és számjegyek is. A növényfajtaneveknek nem csak a létrehozó országban levő, hanem nemzetközi előírásoknak is meg kell felelniük, hiszen egyes növényfajták szerepe több ország gazdaságában is fontos lehet. A külföldi növényfajták neveit az adott nyelv előírásait alkalmazva kell írni. A magyar növényfajtanevek első szava mindig nagy kezdőbetűs, az esetleges többi szó csak akkor, ha az földrajzi név vagy személynév. A fajtanév nem kezdődhet számjeggyel, és a névben szereplő számjegyek után pontot nem kell tenni. A fajtanév mindig úgy írandó, hogy szövegkörnyezetétől meg lehessen különböztetni, megszokott módon egyes (egyszeres) idézőjel közé téve. A növényfajta neve írható úgy is, hogy az adott növényfaj kétszavas tudományos neve és a fajtanév közé a cultivarnak (növényfajtának) megfelelő cv. rövidítést írjuk, de ekkor maga a fajtanév nem kerül idézőjelek közé. Például: Tilia tomentosa ‘Wagner János’ = Tilia tomentosa cv. Wagner János = ‘Wagner János’ ezüsthársfajta. A magyar növényfajtaneveknek csak kis része hasonló a magyar növényfajnevekhez: ezeket a növényfajnevekre vonatkozó szabályok szerint kell írni (pl. tornyos tuja, gömbakác). Egyes növényfajtáknak köznevesült formája is van, pl. Malus domestica ‘Jonathan’ = jonatánalma.

## A magyar növénynevek helyesírása összefoglalóan

### Egyszerű növénynevek
Ezek egyszavas növénynevek, amelyek nem szóösszetételek.
- Egyszerű nemzetségnevek: áfonya, árpa, bükköny, galagonya, hárs, meggy, pimpó, tölgy, zab stb.
  - Keresztnévből köznevesült nemzetségnevek: aranka, erika, hortenzia, imola, jácint, veronika stb.
  - Idegen eredetű, meghonosodott nemzetségnevek: amarillisz, bukszus, ciklámen, ciprus, dália, fikusz, filodendron, pasztinák, petúnia stb.
- Egyszerű fajnevek: burgonya, bürök, csarab, hajdina, jegenye, kender, lencse, nád, sulyom stb. (Ezek a fajnevek sokszor azzal a nemzetségnévvel egyeznek meg, amelybe rendszertanilag tartoznak, azaz nemzetségnév értékű fajnevek.)
- Gyűjtőnévként használt egyszerű növénynevek: szerepelhetnek összetett növénynemzetségnevek utótagjaként. 
  - Minden esetben gyűjtőnévként használt egyszerű növénynevek: hínár, kaktusz, moha, orchidea, páfrány, pálma. (Nem tartoznak egyetlen növényrendszertani taxonhoz sem (azaz önmagukban sem nemzetségnevek, sem fajnevek stb.), hanem csak különféle taxonokat összefogó gyűjtőnevek.)
  - Részben gyűjtőnévként használt egyszerű növénynevek: bambusz, fenyő, kosbor, perje. (Szorosabb értelmű jelentésükkor nem gyűjtőnevek, hanem növénynemzetségeket jelentenek, vagyis bambusz = Bambusa, fenyő = Pinus, kosbor = Orchis, perje = Poa.)
- Az alábbi növénynemzetség feletti egységeknek van egyszerű nevük:
  - Azok a nem -félék végű, kivételes növénycsaládnevek, amik egyszerű nevek: ajakosak, ernyősök, fészkesek, keresztesek, pillangósok, tátogatók.
  - Az a nem -virágúak végű, kivételes növényrendnév, ami egyszerű név: hüvelyesek.
  - Azok a virágtalanokhoz és a nyitvatermőkhöz tartozó növényrendek, illetve annál magasabb rangú kategóriák nevei, amelyek egyszerű nevek: cikászok, fenyők stb.

### Összetett növénynevek
Összetett növénynevek előfordulnak a nemzetségnevek között is, de túlnyomóan a fajnevek vagy a fajon belüli taxonok nevei. Az összetett növénynemzetségnevek csak egybe vagy kötőjellel írhatók tekintettel arra, hogy egy szóban kell leírni őket.

#### Egybeírás
- Az összetett növénynemzetségnevek többsége egybeírandó, alábbi típusaik különböztethetők meg:[2]
  - Egyszerű elő- és utótagú nemzetségnevek: apácavirág, aranyeső, báránypirosító, csörgőfa, hóvirág, kaliforniaimák, oroszlánszáj, százszorszép, útifű stb.
  - Összetett elő- és/vagy utótagú nemzetségnevek 6-nál nem több szótaggal: csillagosmájmoha, ebnyelvűfű, fokföldiibolya, istenítéletbab, fehérmájvirág, miatyánkborsó, nagyezerjófű, sebforrasztófű, nagymagvútiszafa stb.
  - Gyűjtőnévi utótagú összetételek: Ezek esetében az összetett nemzetségnév utótagja gyűjtőnévként használt növénynév: ékszerorchidea, hölgypáfrány, királypálma, mocsárpáfrány, oszlopkaktusz, sünkaktusz, tőzegmoha, tüskéshínár, viaszpálma; kínaibambusz, törpebambusz, simafenyő, vörösfenyő, gömböskosbor, ujjaskosbor, angolperje,[m 2] kékperje, nádperje stb.
  - Jelentésváltozásos összetételek. Ezek esetében az összetett nemzetségnév utótagja egy másik növénynemzetségnek a neve, amely ebben az összetételben jelentésmódosulással szerepel; az összetétel egybeírása kifejezi a jelentésváltozást és a rendszertani különállást is: árvacsalán, földimogyoró, gyalogakác, királydinnye, kockásliliom, őszirózsa, pünkösdirózsa, sárgarépa, vízitök stb.
  - Tömbösödött összetételek: nefelejcs, nenyúljhozzám, semfűsemfa stb.
  - Összetételben köznevesült személynévi előtagú nemzetségnevek. Ezek esetében az összetett nemzetségnév előtagja olyan személynév, amely utótagjával együttesen köznevesült: borbálafű, csabaíre, júdásfa, katalinmoha, krisztustövis, margitvirág, salamonpecsét, szentjánoskenyérfa, vénuszfodorka stb.
- A faji jelzős növényfajneveket egybeírjuk, azaz egy szóban, amikor:[2]
  - a faji jelző főnév: barátszegfű, eperhere, léggömbhagyma, libapimpó, ördögmák, szulákkeserűfű, takarmánylucerna, tarlókutyatej, torzsikaboglárka stb.;
  - a faji jelző főnévi értelmű (balzsam, cigány, csemege, fél, fenyér, gyom, kultúr, mósusz, muskotály, pézsma, posvány, seprű, söprű, vándor, zsombék): cigánymeggy, fenyérgamandor, mósuszbúzavirág, muskotályzsálya, pézsmahagyma, posványsás, seprűzanót, vándorveronika, zsombéksás stb.;
  - a faji jelző a főnévi értelmű szarvas (’a szarvasnak eledelül szolgáló’) szó;
  - a faji jelző a dísz, futó és vad melléknevek: díszalma, díszcseresznye, dísztök, futóbab, futómuskátli, futórózsa, vadkörte, vadkukorica, vadrépa stb.;
  - a faji jelző olyan -ó, -ő végű melléknévi igenév, ami a növényfajnévben nem cselekvő, hanem szenvedő értelemben szerepel: kifejtőborsó, kötőkáka, kötözősaláta, metélőhagyma, savanyítóuborka, sütőtök stb.;
  - a növényfajnév a köznyelvben és az irodalomban is egybeírt formában honosodott meg (1999-ben két fajnév): szomorúfűz, vöröshagyma;
  - a faji jelző ugyan melléknév vagy melléknévi igenév, de a szóban forgó növényfaj nem abba a nemzetségbe tartozik, amelyik a nevében szerepel (jelentésváltozás): angolperje, franciaperje (növényfaji értelemben), lilaakác vagy kékakác, sárgaakác, sárgaliliom, feketeliliom stb.
- A növényfajon belüli egységek (pl. alfaj, változat; fajtakör, változatcsoport, fajtacsoport) egyszerűsített neveiben a főnévi jelzőt egybeírjuk a növényfajnévvel, ha 1. az előtag és az utótag is egyszerű; vagy ha 2. az előtag és az utótag legalább egyike ugyan összetett, de az egész növénynév 6-nál nem több szótagú: pl. csemegekukorica, kelkáposzta, olajretek (fajtakörök); cukorrépa, paradicsompaprika (változatcsoportok); tőrhüvelypaprika (fajtacsoport); stb.
- A növénynemzetség feletti egységek nevét az alábbi esetekben írjuk egybe:
  - A -félék végű növényalcsalád- és növénycsaládneveket minden esetben: bazsarózsafélék, békalencsefélék, édesgyökerűpáfrányfélék, kaktuszfélék, körtemohafélék, rózsafélék, somfélék, szakállzuzmófélék, tündérrózsafélék, zsurlófélék stb.
  - A nem -félék végű, kivételes növénycsaládnevet, ami összetett név: érdeslevelűek.
  - A -virágúak végű növényrendneveket és az -alakúak végű taxonneveket akkor, ha 6-nál nem több szótagúak:[m 3] burgonyavirágúak, csalánvirágúak, kankalinvirágúak, liliomvirágúak, mályvavirágúak, szegfűvirágúak; fenyőalakúak, korpafűalakúak, kutyatejalakúak, zsurlóalakúak stb.
  - A nem -virágúak végű, kivételes növényrendnevek, amik összetett nevek: pázsitfüvek, fészekvirágzatúak, gólyaorrtermésűek.
  - A virágtalanok és a nyitvatermők rendjeinek, illetve a rendnél magasabb kategóriák neveit, amelyek minőségjelző nélküli összetett nevek: szőrmohák stb.
  - Egyes, a családnál magasabb rangú, minőségjelzős összetett névvel rendelkező kategórianeveket kivételesen egybeírunk, mert így honosodtak meg: csövesvirágúak, egyszikűek, forrtszirmúak, hárommagvúak, kétszikűek, lombosmohák, nyitvatermők, sodortszirmúak, szabadszirmúak, vízipáfrányok, zárvatermők.

#### Kötőjeles írásmód
- Az összetett növénynemzetségnevek közül az alábbiak esetében használandó kötőjel:[2]
  - A nemzetségnév 3 vagy 4 szóból összetett és 6-nál több szótagból áll: afrikai-ébenfa, dél-afrikai-százszorszép, kaukázusi-nefelejcs, kínai-legyezőpálma, mexikói-gumifa, trópusi-tündérrózsa stb.
  - A nemzetségnév előtagja földrajzi név: Atlasz-ciprus,[m 4] Bermuda-fű, Dominika-rózsafa, Guinea-fű, Kerguelen-káposzta, Maldiva-dió, Manila-kender, Pernambuco-fa, Szudán-kávé stb.
  - A nemzetségnév előtagja összetételben nem köznevesült személynév: Hedwig-moha, Kerner-tarsóka, Kitaibel-mályva, Kopernikusz-pálma, Linné-cserje, Orlay-murok, Romulusz-virág, Teleki-virág, Waldstein-pimpó stb.
- A faji jelzős növényfajnevek esetén az alábbi esetekben használandó kötőjel:[2]
  - A faji jelző földrajzi név: Ararát-búza, Atlasz-ciprus, Bombay-muskátdió, Kaszpi-lepényfa, Lima-bab, Missouri-ligetszépe, Oregon-ciprus, Seychelles-diópálma stb.; de Fülöp-szigeteki liliom.
  - A faji jelző összetételben nem köznevesült személynév: Borbás-berkenye, Degen-virág, Heuffel-kövirózsa, Jósika-orgona, Júlia-borbolya, Kitaibel-árvácska, Lumnitzer-szegfű, Rochel-kocsord, Sadler-husáng stb.
    - Ha a faji jelzőként szereplő földrajzi név vagy személynév kétszavas, akkor csak a második szó után tesszük ki a kötőjelet: San Domingo-fenyő, Szent István-szegfű, Szent László-tárnics stb.

  - Élősködő növényfajok esetén a faji jelzőként szereplő gazdanövény nevét kötőjellel kapcsoljuk a nemzetségnévhez: borostyán-vajvirág, lóhere-vajvirág, napraforgó-vajvirág, kakukkfű-aranka stb.; de melléknévi igeneves összetétel esetén (azaz amikor a faji jelző melléknévi igenév és nem főnév): herefojtó aranka, ürömfojtó aranka stb.
  - Ha a faji jelzőt egyébként egybeírnánk a nemzetségnévvel, de egybeírt formájában a név félreérthető vagy a névben mássalhangzó-torlódás lép fel, akkor kötőjeles tagolás alkalmazható az összetétel határán: cser-fagyöngy, farkas-kutyatej, férfi-vérfű, fogas-ír, sugár-lóhere, tarló-here, vad-rizskásafű, vénic-szil, vízi-lófark stb.
- A növényfajon belüli egységek (pl. alfaj, változat; fajtakör, változatcsoport, fajtacsoport) egyszerűsített neveiben a főnévi jelzőt kötőjellel kapcsoljuk a növényfajnévhez, ha az előtag és az utótag legalább egyike összetett, és az egész növénynév 6-nál több szótagú: elefántormány-paprika (fajtacsoport); stb.
- A növénynemzetség feletti egységek nevét akkor írjuk kötőjellel, ha -virágúak (növényrendek többségének neve) vagy -alakúak végűek és 6-nál több szótagúak:[m 5] békatutaj-virágúak, farkasalma-virágúak, kőtörőfű-virágúak; páfrányfenyő-alakúak, süllőhínár-alakúak stb.

#### Különírás
- A faji jelzős növényfajneveket különírjuk, azaz két szóban, amikor a faji jelző melléknév vagy melléknévi igenév (és amennyiben a növényfaj ahhoz a növénynemzetséghez tartozik, amelyik szerepel a nevében): etruszk lonc, jakabnapi aggófű, havasi szőrmoha, lisztes berkenye, pannóniai bükköny, ragadós muhar, sarlós buvákfű, szentendrei rózsa, tejoltó galaj stb.
  - Akkor is két szóban írjuk ezeket a növényfajneveket, ha a faji jelzőt egyébként a köznyelvi helyesírás szabályai szerint külön kellene írni: dússzőrű törpezanót, felemáslevelű buvákfű, fogaslevelű bükköny, hegyeslevelű függönymoha, hosszútövisű akácia, koloncosgyökerű lapickásfű, lóherelevelű madársóska, nehézszagú boróka, széptermésű madárbirs stb.
  - Az alábbi faji jelzőkre is melléknévként tekintenek, azaz esetükben is a különírás érvényesül a növényfajnévben (melléknévi értelmű faji jelzők): arany, bíbor, cserző, ezüst, fattyú, festő, hibrid, jövevény, karmazsin, kármin, keszeg, korcs, óriás, patyolat, pongyola, skarlát, törpe, vitéz. Például: arany ribiszke, bíbor here, ezüst hárs, festő rezeda, karmazsin tölgy, óriás zsurló, pongyola pitypang, skarlát zsálya, törpe mandula stb.
  - Amennyiben a szarvas faji jelző jelentése ’szarvval ellátott, szarv alakú’, szintén különírjuk a nemzetségnévtől: pl. szarvas kerep.
- A növényfajon belüli egységek (pl. alfaj, változat; fajtakör, változatcsoport, fajtacsoport) esetén a melléknévi vagy melléknévi igenévi jelzőt különírjuk a növényfajnévtől: pl. koloncos magyar lednek. A növényfajon belüli egységek sokszor rendelkeznek egyszerűsített (ebben az esetben kétszavas) névvel is: koloncos lednek, bánsági bazsarózsa, tátrai hölgymál, útszéli turbolya; egérfogú kukorica, fejes káposzta, fekete retek (fajtakörök); burgundi répa, gyöngyszemű kukorica (változatcsoportok); kosszarvú paprika (fajtacsoport); stb.
- Azon növénynemzetségek feletti egységek nevét írjuk külön általában, amelyek a családnál magasabb kategóriájúak, nevük minőségjelzős összetett név és írásmódjuk nem kivételes: egyszikű zárvatermők, fali magkezdeményűek, kétszikű zárvatermők, tobozos nyitvatermők stb.
- Azokban a magyar népi növénynevekben, melyekben jelölt birtokos viszony jelenik meg, az egyes tagokat különírjuk: Boldogasszony mentája, kék fonál festéke, királyné asszony dinnyéje, Mária gyertyája, mennyország kulcsa, Mózes égő bokra, ördög lova farka, szamár gyönyörűsége, Szent László füve stb. A magyar népi növénynevek tehát nem feltétlenül követik a biológiai nevezéktannak megfelelő magyar növényneveket, így hivatalos használatra többnyire nem alkalmasak.